# Alexander Campbell (voorganger)
Alexander Campbell (Ballymena (Broughshane), 12 september 1788 – Bethany (West Virginia), 4 maart 1866) was een immigrant uit Noord-Ierland die in de Verenigde Staten tot predikant werd gewijd en zich bij zijn vader Thomas Campbell aansloot als leider van een hervormingsbeweging die bekend staat als de Restauratiebeweging en door sommigen de Stone-Campbell-beweging genoemd wordt. Het resulteerde in de ontwikkeling van niet-confessionele christelijke kerken.
Campbell werd beïnvloed door soortgelijke bewegingen in Schotland, met name door James en Robert Haldane, die de nadruk legden op hun interpretatie van het christendom zoals die in het Nieuwe Testament te vinden is. In 1832 fuseerde de groep hervormers onder leiding van de Campbells met een soortgelijke beweging die begon onder leiding van Barton W. Stone in Kentucky. Hun gemeenten identificeerden zich als Discipelen van Christus of christelijke kerken.
Verschillende hedendaagse kerkelijke bewegingen hebben historische banden met Campbells inspanningen. Dit zijn kerken in de Verenigde Staten maar ook in Europa en Canada,

## Jeugd en opleiding

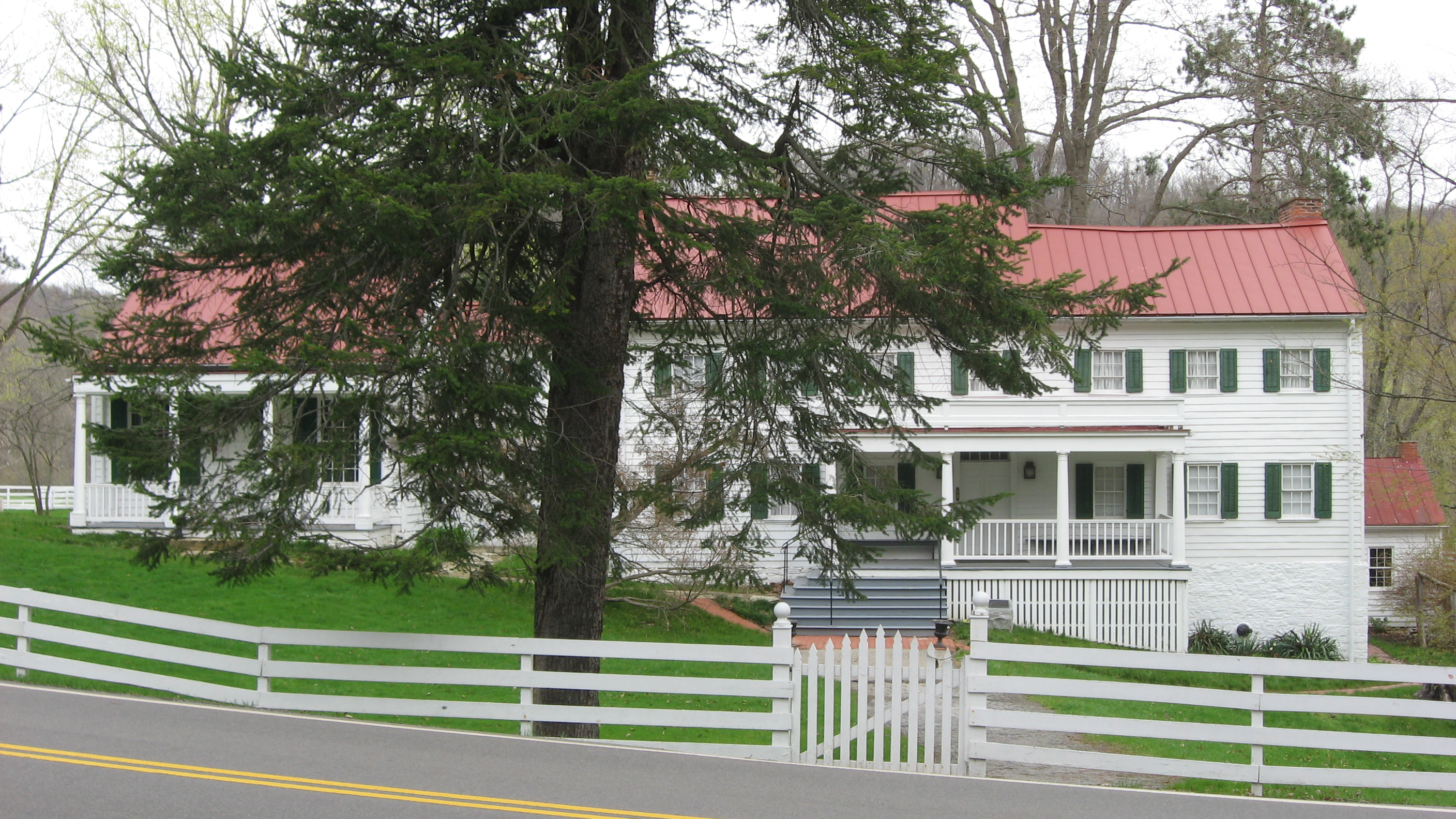
Het huis van Alexander Campbell

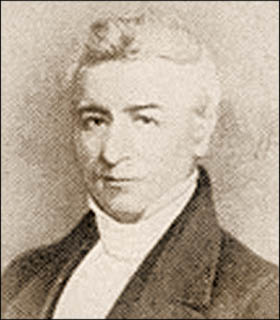
de jonge Alexander Campbell

Alexander Campbell werd geboren op 12 september 1788 in de buurt van het Ierse Ballymena, in de gemeente Broughshane (County Antrim). Zijn ouders waren Thomas Campbell en Jane Corneigle Campbell, die van Schotse afkomst waren. Net als zijn vader werd hij opgeleid aan de Universiteit van Glasgow, waar hij sterk beïnvloed werd door de Schotse Verlichtingsfilosofie. Hij werd ook beïnvloed door de Engelse filosoof John Locke. In 1809 emigreerde Alexander op 21-jarige leeftijd met zijn moeder en broers en zussen vanuit Schotland naar de Verenigde Staten om zich bij zijn vader Thomas te voegen, die daar in 1807 naartoe was geëmigreerd. Ze zeilden op 3 augustus 1809 vanuit Schotland op de Latonia en legden op 29 september aan in New York, waarna ze over land naar Philadelphia reisden. Ze reisden verder naar het westen van Pennsylvania, waar de oudste Campbell predikant was in Washington County aan de grens. Alexander werd op 1 januari 1812 tot predikant gewijd in de kerk van zijn vader, de  Brush Run kerk.

## Huwelijk en gezinsleven
Een jaar voor zijn wijding was Campbell op 12 maart 1811 getrouwd met Margaret Brown. Margarets vader John Brown bezat een aanzienlijke hoeveelheid land in het gebied Bethany, Virginia (nu in West Virginia). Het echtpaar woonde in wat nu bekend staat als het Alexander Campbell Mansion in de buurt van Bethany en kreeg acht kinderen. Hun eerste kind, een dochter, werd geboren op 13 maart 1812. De geboorte van zijn dochter zette Campbell ertoe aan om het onderwerp van de doop te bestuderen. Hij kwam uiteindelijk tot de conclusie dat de Schrift de doop van zuigelingen niet ondersteunde. Hij kwam tot de overtuiging dat individuen zelf voor bekering moesten kiezen en dat de doop pas gepast was als ze dat hadden gedaan.
Na de dood van Margaret in 1827 trouwde Campbell het jaar later met Selina Huntington Bakewell op 31 juli 1828; ze kregen zes kinderen.

## Werkzaamheden

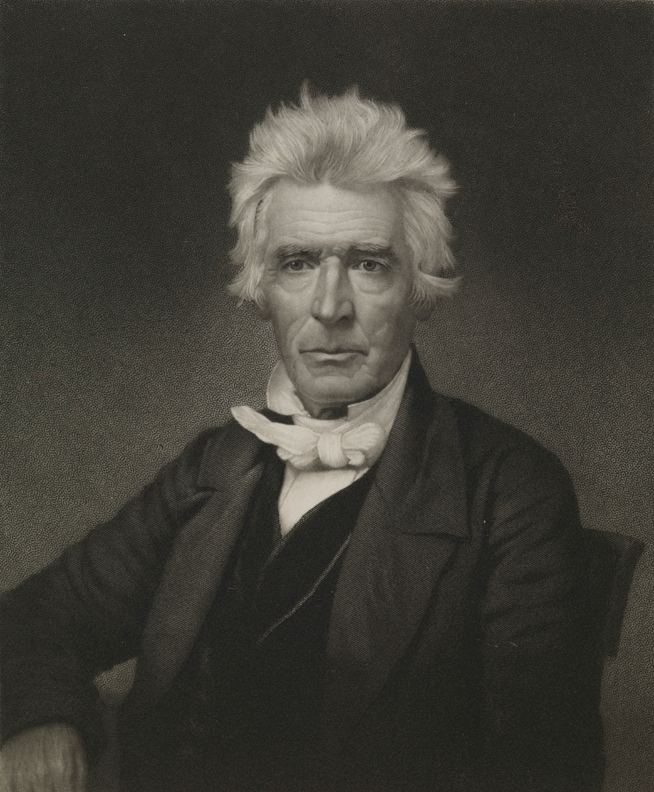
Alexander Campbell

Van 1815 tot 1834 hielden Campbell en zijn vader de Brush Run Church verbonden aan een plaatselijke baptistengemeente. Na onenigheid over bepaalde zaken sloten ze zich aan bij de Mahoning Baptist Association.
Campbell's enige formele politieke dienst was als afgevaardigde naar de constitutionele conventie van Virginia in 1829-1830 in Richmond. Hij ontmoette enkele van de belangrijkste politici van die tijd en werd uitgenodigd om in verschillende kerken in de hoofdstad te preken.
In 1840 stichtte Campbell het Bethany College in Bethany, Virginia (nu West Virginia). Hij geloofde dat de geestelijken een universitaire opleiding moesten volgen. Veel toekomstige leiders van de Disciples of Christ Church en Churches of Christ studeerden af aan het college, hoewel sommige laatstgenoemde gemeenten niet dezelfde waarde hechtten aan theologische studies en professionele geestelijken.
Campbell bezocht het Verenigd Koninkrijk in 1847. Tijdens de reis gaf hij openbare lezingen in Engeland en Schotland. Hij ging naar Ierland om fondsen te overhandigen die kerken van de Amerikaanse Restoration Movement hadden ingezameld voor hulp tijdens de Grote Hongersnood. Terwijl hij in Glasgow was, werd hij uitgedaagd door James Robertson voor een debat over het onderwerp slavernij, dat het Amerikaanse Zuiden beschermde en Campbell verdedigde als moreel. Als gevolg van de felle woordenwisseling klaagde Robertson Campbell aan wegens smaad. De Amerikaan ontkende de aanklacht, maar hij werd gearresteerd en tien dagen gevangen gezet. Campbell werd vrijgelaten toen het arrestatiebevel onwettig werd verklaard. De zaak werd uiteindelijk berecht en de jury besliste in zijn voordeel.

## Dood en nalatenschap
Alexander Campbell overleed op 4 maart 1866 in Bethany, West Virginia. Zijn weduwe stierf meer dan drie decennia later, op 28 juni 1897. Zijn neef Archibald Campbell (1833-1899) was al een belangrijke voorvechter van de afschaffing van de slavernij en een leider van de Republikeinse partij. Als redacteur van de Wheeling Daily Intelligencer hielp hij mee aan de oprichting van wat later de staat West Virginia zou worden.